# Traces (Isaksson)
Pour les articles homonymes, voir Traces.
Traces est une œuvre de musique de chambre de la compositrice franco-suédoise Madeleine Isaksson, écrite en 2017.

## Contexte et création
Madeleine Isaksson compose Traces en 2017 pour trio à cordes (violon, alto et violoncelle). L'œuvre est dédiée à ses parents disparus. L'œuvre symbolise les traces qu'ont laissé ses parents dans ses influences musicales.